# Старобабичево
Старобабичево (баш. Иҫке Бәпес) — деревня в Кармаскалинском районе Республики Башкортостан Российской Федерации. Административный центр Старобабичевского сельсовета.

## География

### Географическое положение
У Старобабичево начинается река  Карламан 
Расстояние до:
- районного центра (Кармаскалы): 22 км,
- ближайшей ж/д станции (Тюкунь): 14 км.

## История
Существует легенда о происхождении деревни: «Раньше башкиры не выращивали овощей, они занимались бортничеством и рыболовством. Они ходили пешком или на лошадях, в ближайшие деревни Ефремкино, Адвокатовку, Некрасовку, Федоровку, чтобы приобрести овощи. Они сдружились и называли друг друга пэлэш или знаком. Однажды семья с ребенком через Хамит поехали в гости в Федоровку. Чтобы кони отдохнули, они остановились у своего пэлэша. Погостив, они поехали дальше, приехав в гости, они обнаружили, что потеряли ребенка. Вскоре все люди из деревни Федоровки отправились на поиски малыша. А малыш будто и ничего не произошло спокойной спал на снегу. После этого случая деревню начали называть Бәпес». Но это всего лишь легенда. 
В XVIII веке на землях 8 юрта  7-го башкирского кантона находилась деревня Бабичево (другое название Мансурово). Это- поселение, основанное башкирами рода бишаул-табын. В Стерлитамакском уезде  вотчинники-башкиры Бишаул-табынской волости владели 11 901 десятиной земли.
Бабичево (Мансурово) получило свое название  по башкирскому обычаю по имени основателя деревни. В документах VII  (1816)-IX ревизий (1850) перечислены имена сыновей Бабича Нуруша ( (1741-1825) и  Кулмаша (1751-1819). Историки считают название Мансурово более ранним (XVII в.)(А.З.Асфандияров.История сел и деревень Башкортостана.т.3,стр.65). Смена названий башкирских деревень часто происходила после подавления восстаний. 

## Население
| 2002 | 2009 | 2010 |
| ---- | ---- | ---- |
| 607  | ↘534 | ↘520 |

Национальный состав
Согласно переписи 2002 года, преобладающая национальность — башкиры (100 %).

## Религия
В деревне есть мечеть «Нур».